# Petr (Dmitrijev)
Petr (světským jménem: Ivan Vjačeslavovič Dmitrijev; * 2. května 1979, Rjazaň) je ruský duchovní Ruské pravoslavné církve a biskup berďanský a prymorský.

## Život
Narodil se 2. května 1979 v Rjazani.
Roku 1996 dokončil Rjazaňskou střední školu č. 14. Stejného roku nastoupil na Pskovské duchovní učiliště. Byl ponomarem katedrálního chrámu Svaté Trojice v Pskovu.
Roku 1999 byl přijat na Moskevský duchovní seminář.
Dne 28. prosince 2000 se stal hypodiákonem a 12. ledna 2001 byl jmenován mladším referentem Moskevské oblastní eparchiální správy. Dne 6. dubna 2003 byl uveden do služby čtece.
Dne 23. prosince 2003 byl metropolitou krutickým a kolomenským Juvenalijem (Pojarkovem) postřižen na monacha a přijal mnišské jméno Petr na počest svatého apoštola Petra. Dne 26. prosince 2003 byl rukopoložen na hierodiakona a ustanoven pro službu v Novoděvičího monastýru.
Dne 19. června 2005 byl metropolitou Juvenalijem rukopoložen na jeromonacha. Stal se představeným chrámu Proměnění Páně metropolitní rezidence Novoděvičího monastýru, tuto funkci zastával do 5. května 2008.
Od roku 2005 do roku 2008 studoval na Moskevské duchovní akademii.
Dne 27. května 2005 byl jmenován vedoucím kanceláře Moskevské oblastní eparchiální správy.
Dále působil jako představený chrámu Svaté Trojice v sídle Nazarjevo či chrámu svatého velikomučedníka Jiřího v sídle Gorki-10.
V letech 2008–2010 přenášel liturgiku na Kolomenském duchovním semináři.
Dne 9. dubna 2013 byl jmenován dočasným představeným monastýru Bobreňov a 29. května jeho řádným představeným. Dne 7. června byl povýšen na igumena.
Dne 22. prosince 2015 se stal členem Moskevské eparchiální rady a 24. března 2016 blagočinným chrámů Kolomenského okruhu.
Dne 21. října 2016 jej Svatý synod zvolil biskupem luchovickým a vikářem moskevské eparchie. O dva dny později byl povýšen na archimandritu.
Dne 25. října 2016 byl oficiálně jmenován biskupem a o den později proběhla v Novoděvičím monastýru jeho biskupská chirotonie. Světiteli byli patriarcha moskevský Kirill, metropolita krutický a kolomenský Juvenalij (Pojarkov), biskup Ilian (Vostrjakov), biskup vidnovský Tichon (Nědosekin), biskup serpuchovský Roman (Gavrilov), biskup solněčnogorský Sergij (Čašin), biskup voskresenský Savva (Michejev), biskup balašichinský Nikolaj (Pogrebňak) a biskup zarajský Konstantin (Ostrovskij).
Dne 13. dubna 2021 byl ustanoven vikářem metropolity krutického a kolomenského.
Dne 23. září 2021 byl jmenován biskupem tarským a ťukalinským.
Dne 11. října 2023 byl jmenován biskupem zlatoustským a satkinským. Od 15. května 2025 zastává funkci biskupa berďanského a prymorského.